# Timandra putziloi
Timandra putziloi är en fjärilsart som beskrevs av Ludwig Carl Friedrich Graeser 1888. Timandra putziloi ingår i släktet Timandra och familjen mätare. Inga underarter finns listade i Catalogue of Life.